# アステリアー
アステリアー（古希: Ἀστερία、古代ギリシア語ラテン翻字: Asteríā）は、ギリシア神話に伝わる女神である。長母音を省略してアステリアとも表記される。
ティーターン神族のコイオスとポイベーの娘であり、レートーとは姉妹。ペルセースとの間に娘ヘカテーを生んだとされる。一説にポーロスとポイベーの娘。その名は「星座」、あるいは「星の女」を意味するとされる。
あるときアステリアーはゼウスに気に入られてしまい、彼から逃れようとした。逃げ切れないと悟ったときに姿を鶉に変え、海に身を投げた。他説ではアステリアーはゼウスに鶉に変えられ、海に投げ捨てられた。そこから島が生まれ、オルテュギアー島（Isola di Ortigia）と名付けられた。この島は後にゼウスに愛されたレートーがやって来てアポローンとアルテミスを産み、デーロス島と改名された。
またキケロは、複数のヘーラクレースのうちテュロスで崇められた第4のヘーラクレースは、ユーピテル（ゼウス）とアステリアーの子であり、その娘はカルターゴーであるとしている。